# Río Tartar
El Tartar (en azerí: Tərtərçay, en armenio: Թարթառ) es uno de los afluentes del Kurá situado en Azerbaiyán. Pasa por los distritos de Kalbayar, Agdara, Tartar y Bardá.

## Descripción general

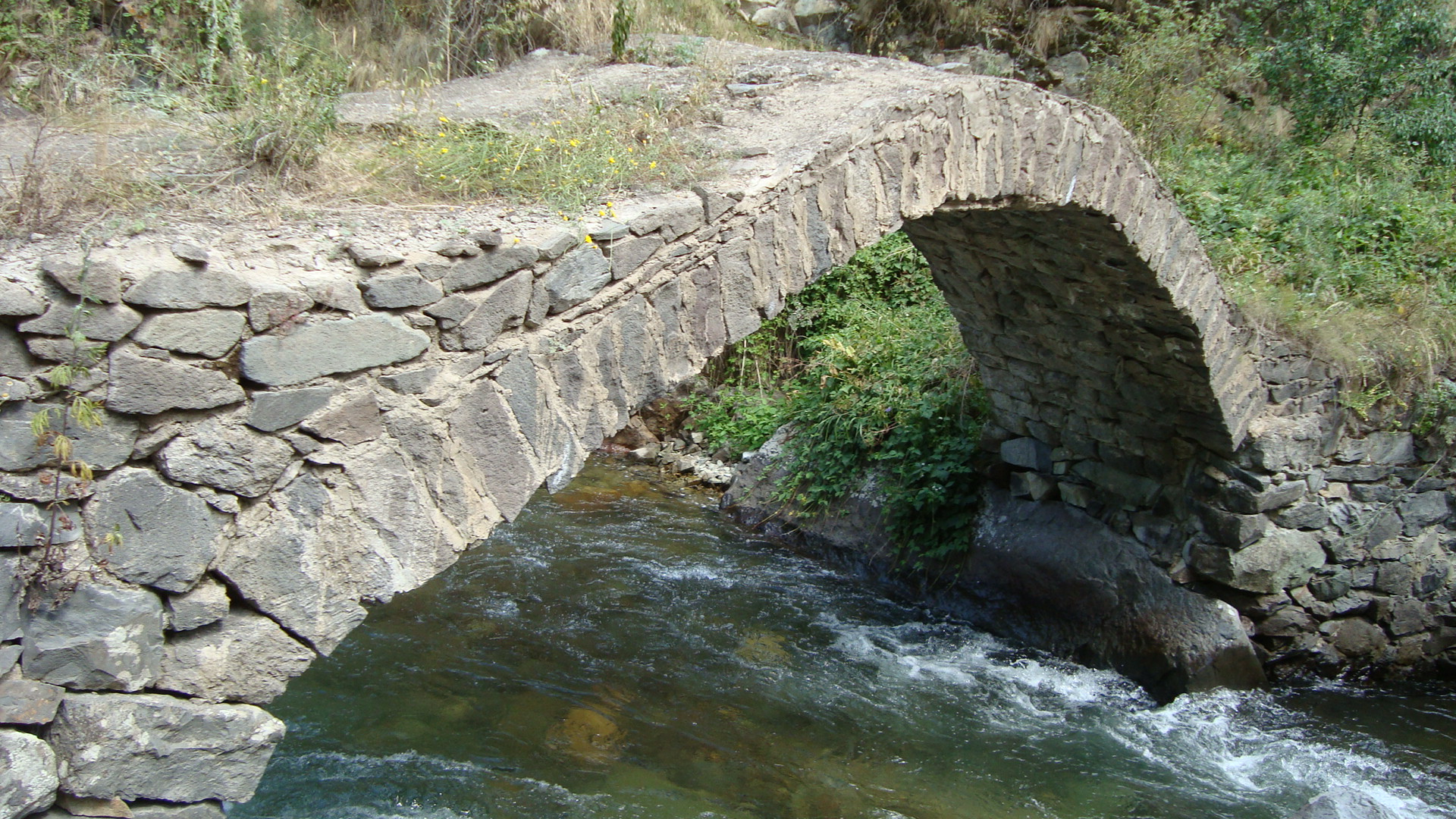
Río Tartar

El Tartar es el afluente izquierdo del Kurá, el mayor río del Cáucaso. El río nace en la zona de confluencia de las cordilleras de GonGur, Alakoz y Mijtokan, en la meseta de Karabaj, en las inmediaciones de la aldea termal de Istisu, situada en el raión de Kalbayar de Azerbaiyán. La altitud en la que el río se origina en los manantiales de la montaña es de 3.120 m sobre el nivel del mar. El río fluye hacia el este por todo el raión, pasando por la ciudad de Kalbayar, los raiones de Agdara, Tartar y Bardá pasando por las ciudades de Agdara, Tartar y Bardá antes de desembocar en el Kurá. El río tiene dos afluentes izquierdos: Levchay (36 km) y Aghdabanchay (19 km), y un afluente derecho Turaghaychay (35 km). El embalse de Sarsang se construyó en el río Tartar en 1976 con fines de electricidad y riego.

## Información estadística
El río tiene una longitud de 184 km y una cuenca de drenaje de 2.650 km². El Tartar se considera uno de los afluentes del Kurá más ricos en agua dentro del territorio de Azerbaiyán. Los volúmenes de agua proceden de las precipitaciones (14%), la nieve (28%) y las aguas subterráneas (58%). Durante los meses de primavera y verano, el derretimiento de la nieve en las montañas provoca inundaciones que constituyen el 65-70% del caudal anual. En agosto y septiembre, los niveles de agua disminuyen. De octubre a noviembre, las lluvias vuelven a aumentar los niveles de agua. El caudal medio anual del río es de 22 m³. El caudal medio anual es de 693,8 millones de m³. La mineralización media del río es de 300-500 mg/l con hidrocarburos y calcio.

## Usos del agua
En la parte baja del río se encuentra lo que en su día fue el famoso pueblo balneario de Istisu (lit. "Agua caliente" en azerí), que fue ocupado y reducido a ruinas tras la primera guerra de Nagorno-Karabaj. El balneario contiene tanto agua mineral natural para beber como un manantial de agua caliente para bañarse. La central hidroeléctrica de Sarsang, con una capacidad de 50 megavatios, funciona en el embalse de Sarsang del río y era la principal fuente de energía eléctrica de la antigua República de Artsaj (40-60%).